# Blanche (album)
Pour les articles homonymes, voir Blanche.
Albums de Mari Hamada
Philosophia
(21 octobre 1998) Marigold
(27 mars 2002)
Compilations par Mari Hamada
Greatest Hits
(16 juin 2000)
Singles
1. Millenia
Sortie : 26 janvier 2000

Blanche est le 15e album original de Mari Hamada, sorti en 2000.

## Présentation
L'album sort le 23 février 2000 au Japon sur le label Polydor K.K. de Universal Music, un an et demi après le précédent album original de la chanteuse, Philosophia. Il atteint la 35e place du classement des ventes de l'Oricon (son plus faible classement d'un album original depuis une douzaine d'années), et reste classé pendant deux semaines. Il restera le douzième album le plus vendu de la chanteuse. De même que ses autres albums, il est ré-édité le 15 janvier 2014 au format SHM-CD à l'occasion de ses 30 ans de carrière.
L'album est écrit et produit par Mari Hamada elle-même, et est en majeure partie enregistré aux États-Unis avec des musiciens américains dont Michael Landau et Leland Sklar. Il contient onze chansons de genre plutôt pop-rock. Deux d'entre elles étaient déjà parues sur le 20e single de la chanteuse, Millenia (avec Blanc en "face B"), sorti un mois plus tôt le 26 janvier ; la chanson-titre figure aussi sur sa compilation Mari Hamada Greatest Hits qui sort quatre mois après l'album, le 16 juin.

## Liste des titres
Toutes les paroles sont écrites par Mari Hamada ; toutes les musiques sont co-arrangées par Mari Hamada.
| CD    | CD                               | CD                            | CD                             | CD    | CD | CD | CD | CD | CD |
| No    | Titre                            | Musique                       | Co-arrangements                | Durée |    |    |    |    |    |
| ----- | -------------------------------- | ----------------------------- | ------------------------------ | ----- | -- | -- | -- | -- | -- |
| 1.    | Still with you                   | Hiroyuki Ohtsuki              | Hiroyuki Ohtsuki               | 5:37  |    |    |    |    |    |
| 2.    | Millenia                         | Fuka Itsuki                   | Takanobu Masuda                | 5:13  |    |    |    |    |    |
| 3.    | Long Way for Longing             | Mari Hamada, Yoichi Fujii     | Yoichi Fujii                   | 5:19  |    |    |    |    |    |
| 4.    | L'image                          | Mari Hamada, Yoichi Fujii     | Yoichi Fujii, Takashi Masuzaki | 4:10  |    |    |    |    |    |
| 5.    | Insomnia -Innocence in Daydream- | Hiroyuki Ohtsuki              | Hiroyuki Ohtsuki               | 6:01  |    |    |    |    |    |
| 6.    | Tricky World                     | Mari Hamada, Yoichi Fujii     | Yoichi Fujii, Takashi Masuzaki | 4:50  |    |    |    |    |    |
| 7.    | White Lies                       | Takashi Masuzaki              | Takashi Masuzaki               | 4:13  |    |    |    |    |    |
| 8.    | Wonderful Life                   | Hiroyuki Ohtsuki              | Hiroyuki Ohtsuki               | 5:37  |    |    |    |    |    |
| 9.    | Regret                           | Mari Hamada, Yoichi Fujii     | Yoichi Fujii                   | 5:29  |    |    |    |    |    |
| 10.   | Broken Grass                     | Mari Hamada, Yoichi Fujii     | Yoichi Fujii, Takashi Masuzaki | 5:13  |    |    |    |    |    |
| 11.   | Blanc                            | Mari Hamada, Hiroyuki Ohtsuki | Robbie Buchanan                | 4:09  |    |    |    |    |    |
| 55:54 |                                  |                               |                                |       |    |    |    |    |    |

## Musiciens
- Guitare : Michael Landau, Dean Parks
- Basse : Leland Sklar
- Claviers : Robbie Buchanan, Kevin Savigor
- Percussions : Luis Conte

Enregistrements au Japon
- Guitare : Hiroyuki Ohtsuki (大槻啓之?), Takashi Masuzaki (増崎孝司?)
- Basse : Hiroyuki Ohtsuki
- Claviers : Takanobu Masuda (増田隆宣?), Akira Onozuka (小野塚晃?) (de Dimension)